# Illes Adlavik
Les illes Adlavik és un petit arxipèlag que es troba a la costa de Labrador, al nord-oest del cap Harrisson. Forma part de la província de Terranova i Labrador, Canadà.
El nom Adlavik és d' origen inuit i va ser traduït per EP Wheeler com "el lloc on es maten els indis". Les illes més grans són Kikkertavak i Long Tickle Island.